# Felix-Raymond-Marie Rouleau
Felix-Raymond-Marie Rouleau, O.P., francosko-kanadski rimskokatoliški duhovnik, škof in kardinal, * 6. april 1866, Ile-Verte, † 31. maj 1931.

## Življenjepis
31. julija 1892 je prejel duhovniško posvečenje.
9. marca 1923 je bil imenovan za škofa Valleyfielda in 22. maja istega leta je prejel škofovsko posvečenje.
9. julija 1926 je postal nadškof Québeca.
19. decembra 1927 je bil povzdignjen v kardinala in imenovan za kardinal-duhovnika S. Pietro in Montorio.